# Опыты в стихах и прозе
«Опыты в стихах и прозе» — собрание произведений русского писателя Константина Батюшкова в двух томах, опубликованное в 1817 году.

## Содержание
Первый том «Опытов» содержал прозаические произведения, второй — поэтические. Батюшков отказался от хронологической последовательности и разделил стихи по жанрам — «Элегии», «Послания» и «Смесь». Внутри этих разделов стихи группировал Николай Гнедич, взявший на себя функцию издателя. Батюшков отказался включить в сборник свои сатиры, чтобы не обидеть других поэтов, а от Гнедича он постоянно требовал, чтобы тот взял для «Опытов» только самое лучшее. В итоге в составе сборника оказалось всего 52 стихотворения.

## Восприятие
Критики отреагировали на «Опыты» очень доброжелательно. В. Козлов опубликовал восторженную рецензию, в которой назвал Батюшкова «одним из достойнейших поэтов века Александрова». С. Уваров в своём отзыве назвал Батюшкова создателем одного из двух основных направлений в русской поэзии (второе, по его словам, создал Василий Жуковский). В последующие годы об «Опытах» критически высказывались декабристы, отстаивавшие идею «гражданского искусства». Александр Пушкин, оценивая «Опыты» для себя, оставил на полях книги множество замечаний, среди которых были как восторженные, так и резко отрицательные.